# Schloss Assenheim
Schloss Assenheim ist eine Schlossanlage der Grafen zu Solms-Rödelheim und Assenheim in Niddatal-Assenheim im Wetteraukreis in Hessen. Das heutige Schloss aus dem 18. und 19. Jahrhundert geht auf eine mittelalterliche Burg der Herren von Münzenberg zurück.

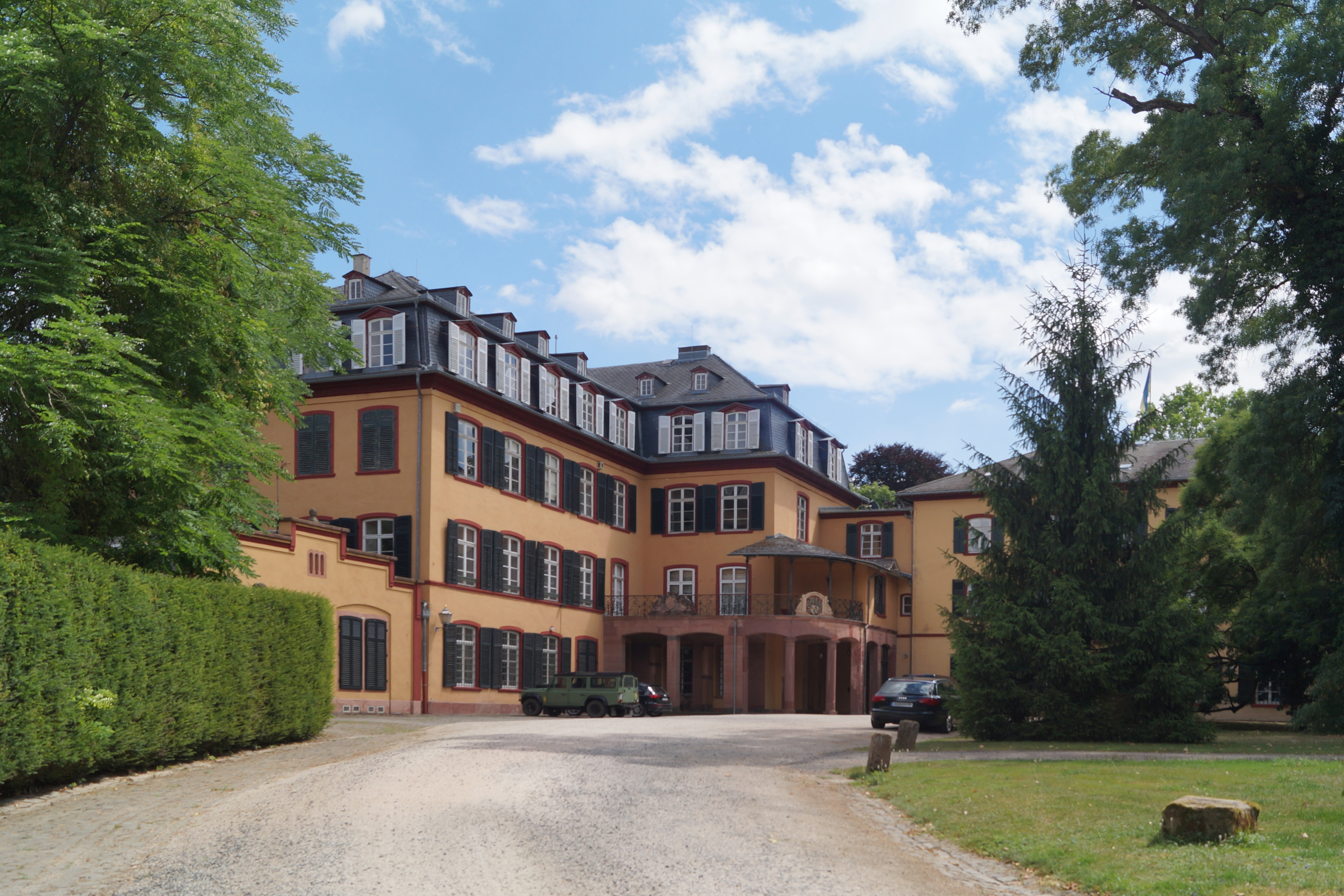
Ansicht des Hauptgebäudes 2015

## Geschichte
Der Ort Assenheim liegt topographisch günstig an einer Schleife der Nidda und der Mündung der Wetter. Im Mittelalter gehörte das Gebiet zur Grafschaft Malstatt im Zentrum der Wetterau, die den Grafen von Nürings unterstand. Mit deren Aussterben fiel Assenheim 1170/71 an die Herren von Hagen-Münzenberg. Den Münzenbergern gelang es, Teile des Gerichtsbezirks in eigenen Besitz umzuwandeln, den sie durch die Anlage von Burgen sicherten. 1184 erscheint erstmals ein Erchiboldus de Assenheim als münzenbergischer Burgmann, sodass eine Erbauung zwischen 1170 und 1184 unter Kuno I. von Münzenberg nahe liegt. In der folgenden Stauferzeit sind zahlreiche weitere Burgmannen der Münzenberger, später von deren Erben belegt, die meist aus Ministerialenfamilien der direkten Umgebung stammten.
Als die Herren von Hagen-Münzenberg 1255 ausstarben, kam es zur Erbteilung. Im Rahmen der Münzenberger Erbschaft gelang es den Falkensteinern, 5/6 des Besitzes an sich zu bringen, 1/6 fiel an die Herren von Hanau. Dieser Anteil erhöhte sich später auf 1/3. Assenheim erhielt unter diesem gemeinschaftlichen Besitz 1277 Stadtrechte, eine Stadtmauer wurde vermutlich in den Jahren kurz davor errichtet. In der Fehde Ulrichs III. von Hanau, Landvogt der Wetterau, gegen Philipp den Älteren von Falkenstein 1364–1366 (Falkensteiner Fehde) wurde wahrscheinlich auch Assenheim in Mitleidenschaft gezogen, später wurde die Burg aber erneuert. Als die Falkensteiner 1418 ausstarben, wurde ihr Anteil an der Burg erneut geteilt zwischen Anna von Sayn und Dieter von Isenburg-Büdingen.
Streitigkeiten führten 1443 zu einer Aufteilung des Burggeländes. Die Isenburger ließen im Südwesten ein Burggebäude errichten, das aber schon am Ende des 16. Jahrhunderts wieder abgebrochen wurde. An seiner Stelle wurde ein Isenburger Amtshaus erbaut, das aber ebenfalls seit 1910 nicht mehr existiert. Als Pfand gelangte der Anteil der Grafen von Sayn 1446 an Frank „den Reichen“ von Cronberg. 1461 erbte dessen Enkel Kuno von Solms-Lich Assenheim zusammen mit dem Rödelheimer Schloss. Graf Friedrich zu Solms-Rödelheim, dessen Nachfahren heute noch Besitzer des Schlosses sind, begründete 1607 die Grafschaft Solms-Rödelheim.

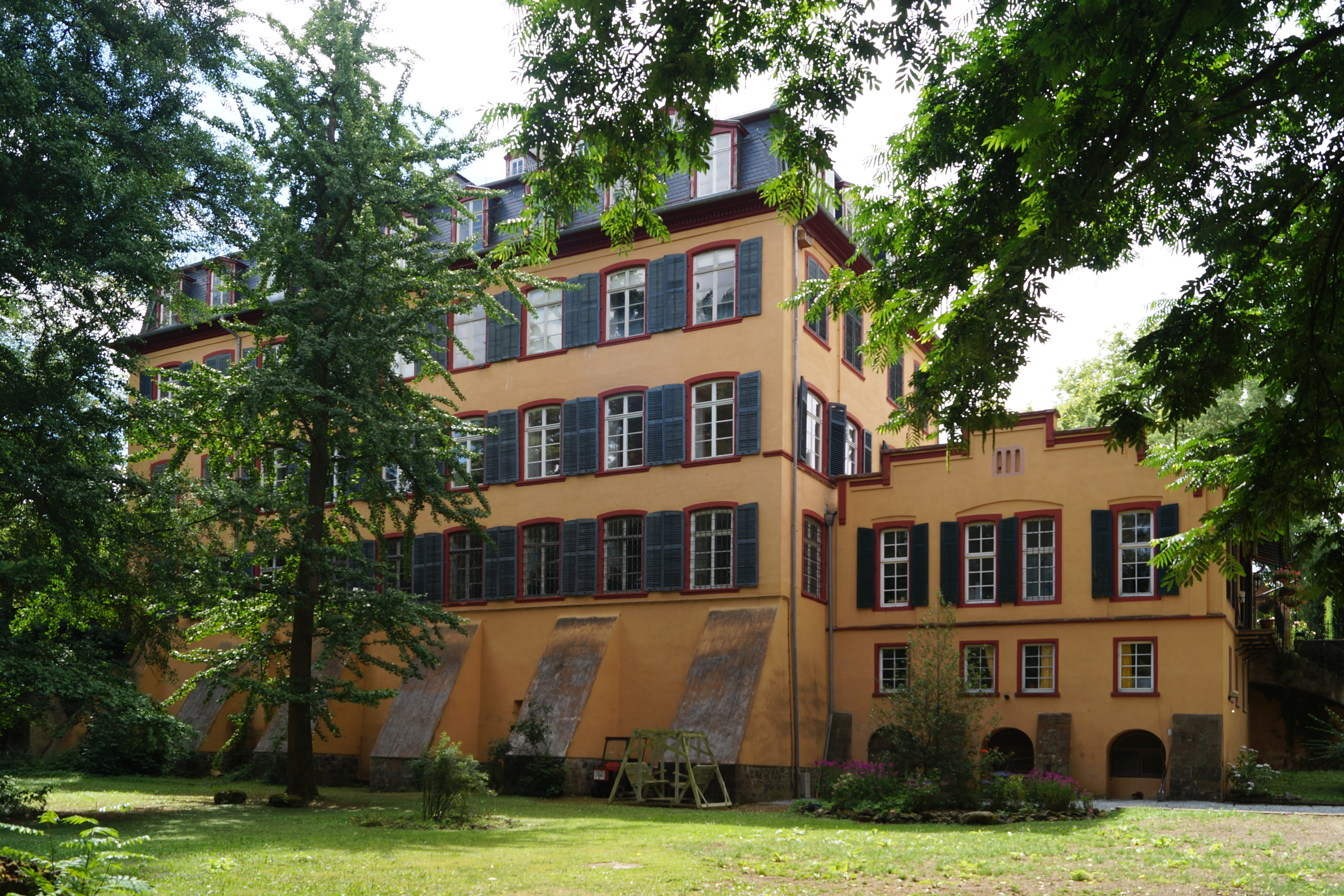
Rückwärtige, zur Nidda gelegene Seite

Nördlich der Burg in der Nähe zur Nidda ließen die Grafen von Solms-Rödelheim 1574/75 ein neues Schloss als Residenz erbauen. Seit 1722 wurde Assenheim als ständige Residenz genutzt. Graf Johann Karl Ernst beauftragte 1786 den Frankfurter Architekten Georg Friedrich Mack mit dem Umbau zu einer zeitgemäßen, dreiflügeligen Schlossanlage, die aber nur in Teilen verwirklicht wurde. Die mittelalterlichen Teile des Assenheimer Schlosses, Turm und Ringmauer, wurden bis auf wenige Reste 1750 und 1779 abgebrochen. Die Steine wurden teilweise zum Kirchenbau in Assenheim und Bruchenbrücken verwendet.
Der Landgraf von Hessen-Kassel, Erbe der 1736 ausgestorbenen Grafen von Hanau, ließ die letzten mittelalterlichen Bauteile des Hanauer Anteils abreißen. Etwa in dieser Zeit muss er seinen Anteil an dem Schloss an Solms-Rödelheim abgetreten haben. 1794 wurde auf dem gegenüberliegenden Niddaufer der Amalienhof als Witwensitz für Gräfin Amalie, die Frau von Karl zu Solms-Rödelheim, errichtet.
In der Zeit nach Napoleon gehörte Assenheim zum Großherzogtum Hessen. Die standesherrlichen Privilegien bestanden weiter, insbesondere die standesherrliche Gerichtsbarkeit. Bis 1821 bestand das standesherrliche Amt Assenheim. 
Den Isenburger Anteil des Schlosses erwarb Graf Maximilian zu Solms-Rödelheim 1851. Er ließ einige ältere Gebäude abreißen und den neugotischen Archivbau innerhalb des verbliebenen Mauerrings der Burg errichten.
Zwischen 1924 und 1932 ließ Max Graf zu Solms im Schloss eine Begegnungsstätte für Wissenschaftler einrichten (siehe Hauptartikel: Forscherheim Assenheim).
Von 1946 bis 1951 wurde Schloss Assenheim von der Evangelischen Michaelsbruderschaft als Ordenshaus gemietet und darin unter der Leitung von Horst Schumann Geistliche Wochen gehalten und diverse liturgische Formen entwickelt und ausprobiert. Das von Eugen Gerstenmaier geleitete Hilfswerk der Evangelischen Kirchen in Deutschland unterhielt hier eine Außenstelle, in der 1947 eine Forschungsgruppe um Klaus Mehnert u. a. (die "Assenheimer") im Auftrag des Hilfswerks eine Informationsschrift "Die Lebensverhältnisse in Deutschland 1947" erstellte, die in einer Auflage von 2.500 Exemplaren vor allem in den USA über die Verhältnisse im Nachkriegsdeutschland aufklärte.
Das Schloss wird heute noch von der gräflichen Familie zu Solms-Rödelheim bewohnt und ist nicht zu besichtigen.

## Anlage

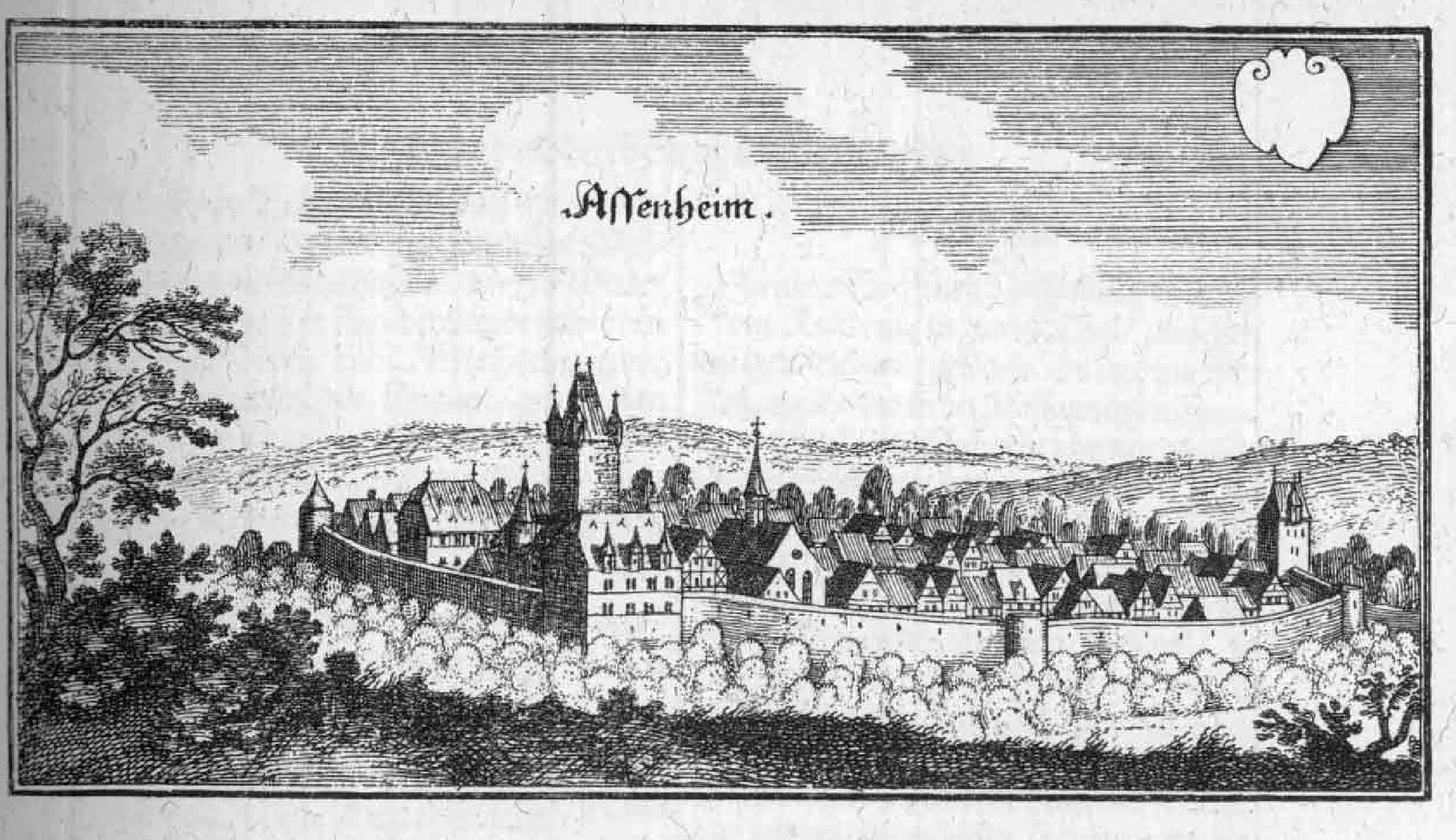
Assenheim in der Topographia Hassiae des Matthäus Merian mit dem Burgturm halblinks

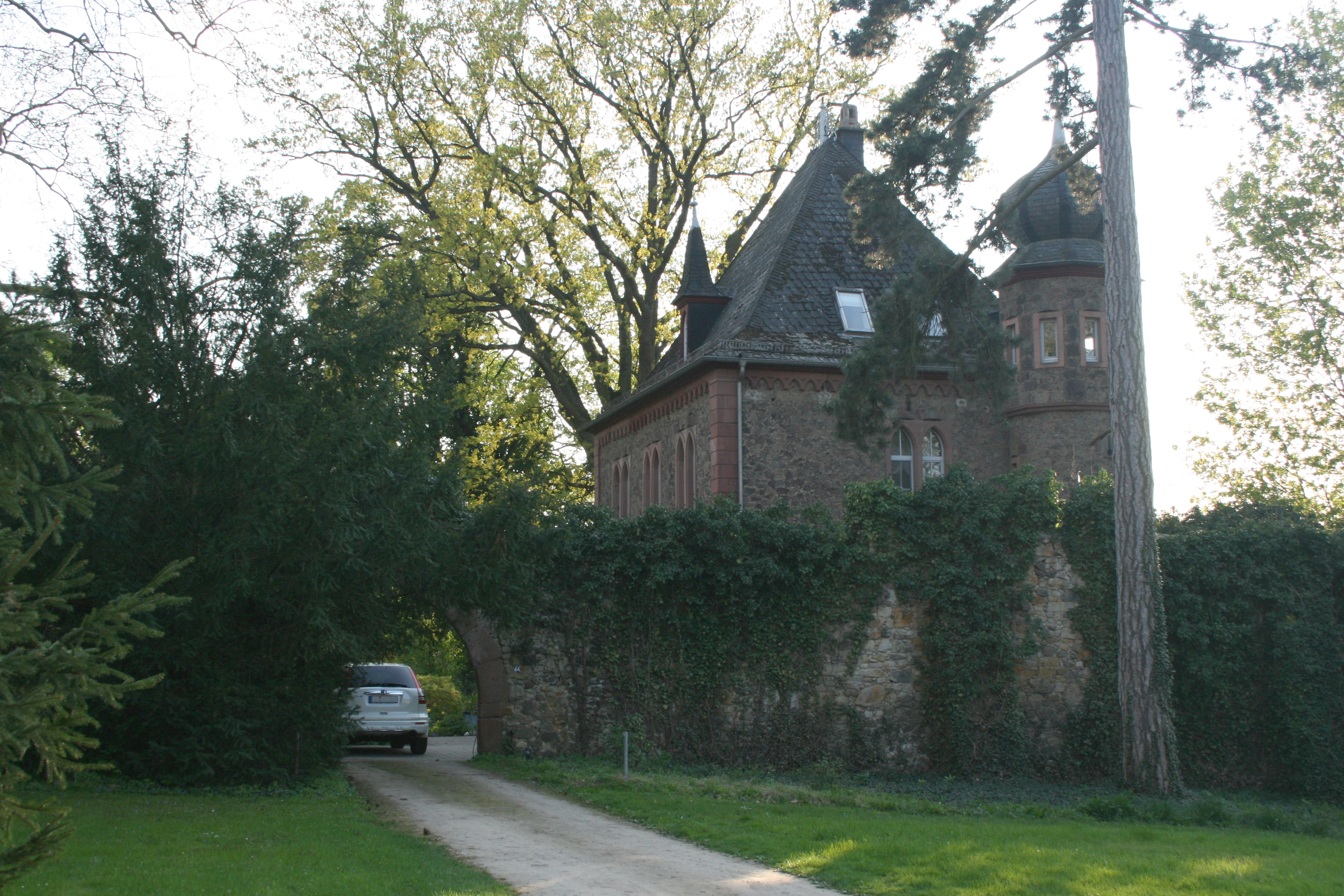
Neugotischer Archivbau mit Teilen der mittelalterlichen Ringmauer

### Mittelalterliche Burg
Die mittelalterliche, münzenbergische Wasserburg bestand im Kern aus einem Wohnturm auf quadratischem Grundriss mit etwa 11,5 m Seitenlänge und ca. drei Meter dicken Wänden. Der Turm war lange Zeit prägend für das Ortsbild und ist auf zahlreichen älteren Ansichten Assenheims sichtbar, bis er 1779 abgebrochen wurde. Die Ansicht des Matthäus Merian in der Topographia Hassiae zeigt ihn mit Wichhäusern an den Ecken. Davor, an der Südostecke der Stadtmauer befindet sich bereits der erste Schlossbau der Grafen von Solms von 1574/75.
Die Kernburg war umgeben von einer gleichfalls quadratischen Ringmauer, von der noch geringe Teile im Schlosspark erhalten sind. Ein in jüngerer Zeit eingefasster Brunnen dürfte ebenfalls zur ursprünglichen Burg gehört haben.

### Neuzeitliches Schloss
Das Hauptgebäude des heutigen Schlosses besteht aus zwei Flügeln, die noch die Form der älteren Schlossanlage aufnehmen und einen Teil der Außenwände sowie zwei Keller miteinbezogen. 1788–1790 wurden lediglich zwei Achsen des Mitteltraktes verwirklicht. Sie werden von einer dreiläufigen Treppe erschlossen, deren Vorplatz in allen Geschossen gleich geräumig ist. Im Erdgeschoss befindet sich vor dem Zugang ein Arkadenvorbau von 1874.
Die Innendekoration des Schlosses entspricht noch weitestgehend dem Louis-seize-Stil der Erbauungszeit. Älteres Mobiliar stammt aus solmsischem Hausbesitz. Hinzu kamen Ankäufe, etwa aus dem Nachlass des Frankfurter Historikers Benedict Jacob Römer-Büchner, von dem auch eine Siegelabdrucksammlung stammt. Die Gemälde umfassen Werke des 18. Jahrhunderts, darunter solche des Frankfurter Landschaftsmalers Christian Georg Schütz d. Ä., Anton Wilhelm Tischbein (dem sogenannten Hanauer Tischbein), Januarius Zick und dem Laubacher Hofmaler Johann Friedrich Dryander.
Die Parkanlage wurde zunächst 1786 vermutlich als anglo-chinesischer Garten angelegt. Um 1850 wurde sie durch den Frankfurter Gartenarchitekten Franz Heinrich Siesmayer als englischer Garten umgestaltet. Zum Schloss gehört weiterhin ein Ökonomiehof (Hauptstr. 38). Er ist seit dem Mittelalter nachweisbar und befand sich später in geteiltem solmsisch-isenburgischem Besitz. Erhalten ist eine dreiseitige Hofanlage mit zwei barocken Fachwerkhäusern des 18. Jahrhunderts. Ein Stallbau mit risalitartig hervorspringendem Baukörper mit Zeltdach und Uhrturm dürfte nach 1876 entstanden sein.